# NGC 7742
NGC 7742 (również PGC 72260, UGC 12760 lub Galaktyka Jajko Sadzone) – mała galaktyka spiralna (Sb). Jest galaktyką Seyferta o umiarkowanie aktywnym jądrze. Znajduje się w gwiazdozbiorze Pegaza w odległości 70 milionów lat świetlnych. Została odkryta 18 października 1784 roku przez Williama Herschela.
Ze względu na żółty blask jądra galaktyka może przypominać jajko sadzone. Jądro tej galaktyki jest jaśniejsze niż w przeciętnych galaktykach jej rozmiaru. Wyraźne żółte jądro jest otoczone zabarwionymi na niebiesko obszarami formowania nowych gwiazd i ma średnicę około 3 tysiące lat świetlnych. NGC 7742 ma słabo widoczne ramiona spiralne.
W galaktyce tej zaobserwowano supernowe SN 1993R i SN 2014cy.